# Dune (musikalbum)
Dune är ett självbetitlat musikalbum från 1995 av den tyska musikgruppen Dune. Det var gruppens debutalbum och släpptes på skivbolaget Motor Music.

## Låtlista
1. In the Beginning
2. Hardcore Vibes
3. Just Another Dream
4. Future Is Now
5. Final Dream
6. The Spice
7. Are You Ready To Fly?
8. Can’t Stop Raving
9. Up!
10. Generation Love
11. Positiv Energy
12. Make Sense
13. In the End